# كنيسة سيدة النجاة
كنيسة سيدة النجاة وتسمى أيضًا بكاتدرائية سيدة النجاة وهي كنيسة للسريان الكاثوليك تقع وسط مدينة بغداد في جانب الرصافة، وتُعد من أكبر الكنائس في العاصمة. بُنيت الكنيسة عام 1952، وكانت عبارة عن قاعة عبادة متواضعة قبل بناء الكاتدرائية وافتتاحها في 17 آذار سنة 1968م. بعهد المطران يوحنا باكوس.
إلى جانب كنيسة / كاتدرائية سيدة النجاة، تم بناء كنيسة أخرى للسريان الكاثوليك، كنيسة القديس يوسف في حي المنصور، ومن ثم كنيسة مار بهنام عام 1982. حيث توجد أربع كنائس لطائفة السريان الكاثوليك، وتعتبر كنيسة سيدة النجاة أكثرها تفرّداً.

## التصميم المعماري
قام بتصميم المبنى المهندس المعماري البولوني كافكا، وساعده في ذلك مكتب رومايا الهندسي للرسومات الفنية حيث أوكلت أعمال البناء لرجلي الأعمال العراقيين فيكتور تابوني وعدنان ساجد. تبدو هذه الكنيسة / الكاتدرائية كالقارب، والصليب هو صاري الشراع على شكل قوس يرمز للأنجيل. كاتدرائية سيدة النجاة تمثل القارب الذي يحمل المؤمنين، كالقارب الذي كان يحمل يسوع مع تلاميذه.

## تفجير الكنيسة
تعرضت هذه الكنيسة لتفجير بسيارة مفخخة عام 2004 أدى لجرح 50 شخصا على الاقل، كما تعرضت لهجوم ارتُكب ضد مسيحيي العراق وكان في 31 تشرين الأول عام 2010، بعد قيام مجموعة مؤلفة من 5 – 15 شخص بتنفيذ هجوم أدى إلى مقتل 47 شخصاً (أطفال، نساء ورجال بينهم كاهنين) وعشرات الجرحى. كانت الجثث الممزقة منتثرة على الأرض في كل مكان والجدران مليئة بثقوب الرصاص وآثار الانفجارات. شهد على هذه المذبحة المطران بيوس كاشا، النائب الأسقفي للسريان الكاثوليك في بغداد، وكان أول من دخل الكاتدرائية بعد تدخل قوات مكافحة الإرهاب. صوّر جميع الجثث التي كانت ممددة ضمن الكنيسة، الواحدة تلو الأخرى.
تم اتخاذ قرار إعادة تأهيل الكنيسة بعد التفجير من قبل رئيس أساقفة بغداد ماتيو شابا ماتوكا وأوكلت هذه المهمة إلى المهندس زياد ونُفذت أعمال البناء من قبل المطران مار أفرام يوسف منصورعبا، الذي عيّن رئيساً لأساقفة بغداد في آذار 2011.

## زيارة البابا للكنيسة
كانت كنيسة سيدة النجاة وسط العاصمة بغداد المحطة الأولى في زيارة البابا التاريخية إلى العراق.
وقال في كلمة له خلال زيارة الكنيسة، إن «الصعاب جزء من حياتكم اليومية، أنتم المؤمنين العراقيين، فقد كان عليكم في العقود الأخيرة، أن تواجهوا عواقب الحرب والاضطهاد، وهشاشة البنى التحتية الأساسية، وأن تناضلوا باستمرار، من أجل الأمن الاقتصادي والشخصي، والذي غالبا ما أدى إلى نزوح داخلي وهجرة الكثيرين، بما في ذلك بين المسيحيين، إلى بلدان أخرى في العالم».
وأضاف: «إني أشكركم، أيها الإخوة الأساقفة والكهنة، على بقائكم قريبين من شعبكم، وعلى دعمكم له، وسعيكم لتلبية احتياجات الشعب ومساعدة كل واحد على القيام بدوره في خدمة الخير العام».

## الهندسة المعمارية والوصف
صمّم المعماري والمصمم البولندي كافكا الكاتدرائية بشكل رمزي على هيئة قارب، يعلوه صليب ضخم كالسارية، يحمل شراعًا منحنياً يُشبه القوس. هذا التصميم يحمل دلالة إنجيلية واضحة، تُجسّد الكنيسة كقارب يُقلّ المؤمنين في رحلتهم الإيمانية، تمامًا كما كان المسيح مع تلاميذه في القارب. وقد عبّر المونسنيور بيوس كاشا عن هذا المفهوم بقوله: "كنيستنا هي قارب يُبحر في بحر هذا العالم."
من الداخل، يغطي الخشب جميع الأعمدة والجدران، بينما يمتد شريط خشبي فوق صحن الكنيسة نُقشت عليه أسماء الضحايا، تخليدًا لذكراهم. وتُطلّ نوافذ ملوّنة بألوان متعددة فوق المذبح، فتمنح المكان ضوءًا طبيعيًا يعزز من هدوئه وروحانيته.
وفي جوقة الكنيسة، فوق قوس المذبح، تتدلّى لوحة العذراء مريم تحتضن طفلها يسوع على صدرها، وهي من أعمال الكاهن الكلداني ميخائيل عوفي، الذي رسمها في روما عام 1904. وقد بقيت هذه اللوحة سليمة دون أن تُصاب بأي ضرر أثناء مذبحة عام 2011.
أما في القبة، التي تعلو الجوقة، فتُزيّنها لوحة فسيفسائية مصنوعة من بلاط خزفي، تُصوّر مشهد تتويج مريم. وقد أبدعها فنان مسلم لم يُكشف عن اسمه في عام 1994.
ويقع بجانب الكاتدرائية مدفن يضم قبور خُدّام الكنيسة وعدد من رجال الدين، من بينهم قبرا الأب ثائر عبد الله والأب وسيم صبيح، وقد نُقشت أسماؤهما على أحد جدران المقبرة تخليدًا لتضحياتهما.
- المسيحية في العراق